# Aaron Kealiʻiahonui
Aaron Kealiʻiahonui (hrvatski Aron Kealiiahonui) (Kauai, 17. kolovoza 1800. – 23. lipnja 1849., Honolulu, Oahu) bio je princ havajskog otoka Kauaija, a zvan je i Keliʻiahonui.

## Biografija
Aaron je rođen kao Kealiʻiahonui 17. kolovoza 1800. godine na otoku Kauaiju.
Njegov je otac bio zadnji kralj Kauaija, slavni Kaumualiʻi, vazal Kamehamehe I. Velikog. Aaronova je majka bila kraljica Kaʻapuwai Kapuaʻamoku, a maćeha kraljica Kaʻahumanu, udovica Kamehamehe I.
Imao je polubrata Humehumea i sestru Kinoiki Kekaulike I. te je bio ujak kraljice Kapiolani i polustric Harriet Kawahinekipi Kaumualiʻi.
Prva mu se žena zvala Kapule, ali je poslije oženio maćehu, što se nije svidjelo kršćanskim misionarima.
Bio je zgodan i zanimljiv strancima. Kršten je te je uzeo ime po bratu biblijskog Mojsija.
Nakon smrti svoje pomajke-žene, oženio je kraljicu Kekauōnohi, čija je majka bila velika kraljica Kahakuhaʻakoi Wahinepio.
Umro je 23. lipnja 1849. u Honoluluu na Oahuu, a prije smrti ga je njegovala nećakinja Kapule (nazvana po njegovoj prvoj ženi).